# Rivière Kempt Est
Pour les articles homonymes, voir Kempt.
La rivière Kempt Est est un cours d'eau douce traversant le canton de Fauvel, dans le territoire non organisé de Rivière-Nouvelle, Listuguj et le canton de Ristigouche de la municipalité de Ristigouche-Partie-Sud-Est, dans la municipalités régionales de comté (MRC) d'Avignon, au Sud de la péninsule gaspésienne, dans la région administrative de Gaspésie-Îles-de-la-Madeleine, au Québec, au Canada.
La "rivière Kempt Est" est un affluent de la rive gauche de la rivière Kempt, laquelle descend vers le sud jusqu'à la rive Nord de la rivière Ristigouche, s'y déversant face au secteur d'Atholville (Nouveau-Brunswick). La rivière Ristigouche coule vers l'Est pour se déverser sur la rive Ouest de la Baie-des-Chaleurs ; cette dernière s'ouvre à son tour vers l'Est dans le Golfe du Saint-Laurent.
La partie inférieure de la "rivière Kempt Est" est accessible par la route 132 jusqu'au village de Restigouche, laquelle longe la rive nord de la rivière Ristigouche et de la Baie-des-Chaleurs ; puis par le chemin Kempt qui longe le côté Est de la rivière Kempt en remontant vers le Nord. La seconde voie d'accès vers le nord est la route traversant Listuguj. La troisième voie d'accès vers le Nord est le chemin Dundee remontant dans la vallée de la rivière du Loup (Restigouche).

## Géographie
La "rivière Kempt Est" prend sa source de ruisseaux de montagne en zone forestière à 441 m d'altitude dans le canton de Fauvel, dans le territoire non organisé de Rivière-Nouvelle. Cette source est située à :
- 5,5 km au Nord-Est de la limite du canton d'Assemetquagan ;
- 18,6 km au Nord de la confluence de la "rivière Kempt Est" ;
- 3,0 km au Sud d'une courbe de la rivière Assemetquagan, un affluent de la rivière Matapédia.

La rivière Kempt Est coule vers le Sud, du côté Nord de la Réserve indienne Restigouche ; au Sud de la rivière Assemetquagan ; à l'Ouest de la rivière Escuminac et de la rivière du Loup (Restigouche) ; ainsi que du côté Ouest de la rivière Kempt Nord et de la rivière Kempt.
À partir de sa source, le cours de la "rivière Kempt Est" descend sur 25,6 km selon les segments suivants :
- 7,1 km vers le Sud-Est dans le canton de Fauvel, jusqu'à la limite du canton de Mann ;
- 3,6 km vers le Sud-Est dans le canton de Mann, jusqu'à un ruisseau (venant du Nord-Est) ;
- 1,5 km vers le Sud, jusqu'à un ruisseau (venant de l'Est) ;
- 0,2 km vers le Sud-Ouest, jusqu'à la confluence de la rivière Kempt Nord ;
- 3,1 km vers le Sud, jusqu'à la limite Nord de la Réserve indienne de Ristigouche ;
- 0,3 km vers le Sud-Est dans la Réserve indienne de Ristigouche, jusqu'à un ruisseau (venant de l'Est) ;
- 3,8 km vers le Sud-Ouest, jusqu'à la confluence du ruisseau Basket (venant du Nord) ;
- 3,1 km vers le Sud, jusqu'à la décharge du Lac des Capucins et du Lac Maillard (venant de l'Est) ;
- 1,3 km vers le Sud-Ouest, jusqu'à la limite Ouest de la Réserve indienne de Ristigouche, constituant aussi la limite du canton de Ristigouche (municipalité de Ristigouche-Partie-Sud-Est) ;
- 1,6 km vers le Sud-Ouest, jusqu'à la confluence de la rivière[2].

La rivière Kempt Est se déverse sur la rive Ouest de la rivière Kempt. La confluence de la rivière Kempt Est est située à :
- 3,5 km au Nord-Ouest de la confluence de la rivière Kempt ;
- 8,6 km au Nord-Ouest du pont enjambant la rivière Ristigouche pour relier la ville de Campbellton (au Nouveau-Brunswick) et le village de Pointe-à-la-Croix (au Québec).

## Toponymie
Le toponyme « rivière Kempt Est » a été officialisé le 5 décembre 1968 à la Commission de toponymie du Québec